# خيرمان كيسلر
خيرمان كيسلر (بالإسبانية: Germán Kessler) هو لاعب اتحاد الرغبي أوروغواياني، ولد في 1 يوليو 1994 في مونتفيدو في الأوروغواي.

## روابط خارجية
- خيرمان كيسلر عل موقع إسبنسكروم (الإنجليزية)
- خيرمان كيسلر على موقع ItsRugby.co.uk (الإنجليزية)